# Ștefan Ardeleanu
Ștefan Ardeleanu (ur. 14 stycznia 1946 w Satu Mare jako István Weissböck) – rumuński szermierz, trzykrotny medalista mistrzostw świata.
Podczas mistrzostw świata w Montrealu w 1967 roku Rumuni w składzie: Ion Drîmbă, Mihai Țiu, Tănase Mureșanu, Iuliu Falb i Ștefan Ardeleanu zdobyli złoty medal we florecie drużynowym. W tej samej konkurencji zdobywał brązowe medale na mistrzostwach świata w Hawanie (1969) i mistrzostwach świata w Ankarze (1970).
Nigdy nie wziął udziału w igrzyskach olimpijskich.
Jego żona, Suzana Ardeleanu, także uprawiała szermierkę. Oboje pracowali jako trenerzy.